# Beemsterstraatbrug
De Beemsterstraatbrug is een kunstwerk in de Rijksweg 10 in Amsterdam-Noord. Het is een combinatie van een brug en viaduct. Direct ten zuiden van dit kunstwerk ligt de eenvoudige brug 1786.

## Beemsterstraatbrug
Kunstwerken in de Rijksweg 10 werden voor het merendeel ontworpen door Rijkswaterstaat, Amsterdam moest vaak zorgen voor de omringende terreinen. De Ringweg-Noord, zoals dit gedeelte van de Rijksweg 10 in de volksmond wordt genoemd, kruist ter plaatse van de Beemsterstraatbrug de Beemsterstraat een lange zuid-noord lopende straat. De brug vormt daarbij de grens tussen aan de zuidkant de stadsbebouwing en het aan de noordzijde liggende landelijke gebied van Amsterdam-Noord (landelijk Noord). De Beemsterstraat is wel een radiaalweg in Amsterdam, maar was in de jaren tachtig niet zo belangrijk dat ze een stadsroutenummer kreeg toegewezen; er is dan ook geen afslag in de rijksweg geïntegreerd tijdens de bouw van het kunstwerk. De bouwwerkzaamheden vonden plaats rond 1987; het deel ringweg werd pas in 1990 geopend.
Het viaduct draagt in beide richtingen drie rijstroken met vluchtstrook. Ze overspant daarbij behalve de Beemsterstraat ook een afwateringstocht. Op een van oevers van die watergang is onder het viaduct een faunapassage aangebracht, zodat kleine zoogdieren onbelemmerd de stad in en uit kunnen. Op de landhoofden zijn afgebeelde vossen en konijnen te zien, de kunstenaar daarvan is onbekend.
De brug ging vanaf de bouw zonder naam door het leven. Op 8 december 2017 gaf de Gemeente Amsterdam bijna alle kunstwerken in Rijksweg 10 een naam verwijzend naar de onderliggende straat. 

## Brug 1786
Even ten zuiden van de betonnen constructie van de Beemsterstraatbrug overspant een brug van hout en staal dezelfde afwateringstocht. Zij vormt sinds ongeveer 2000 voor voetgangers en fietsers de verbinding tussen twee delen van een langlopende groenstrook ten zuiden langs de Ringweg, gelegen aan beide zijden van de Beemsterstraat.

## Afbeeldingen

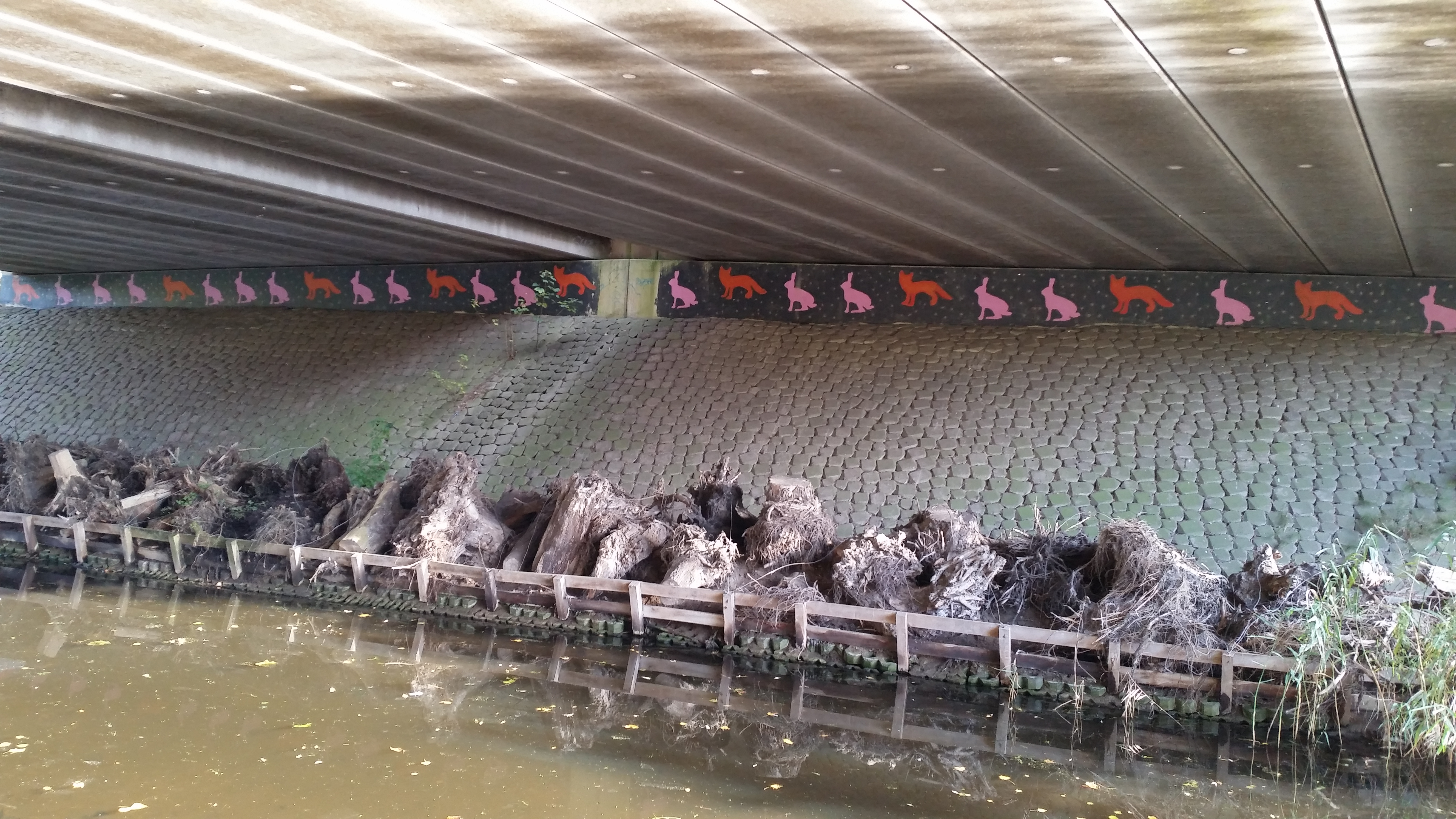
Afgebeelde dieren en faunapassage (november 2018)
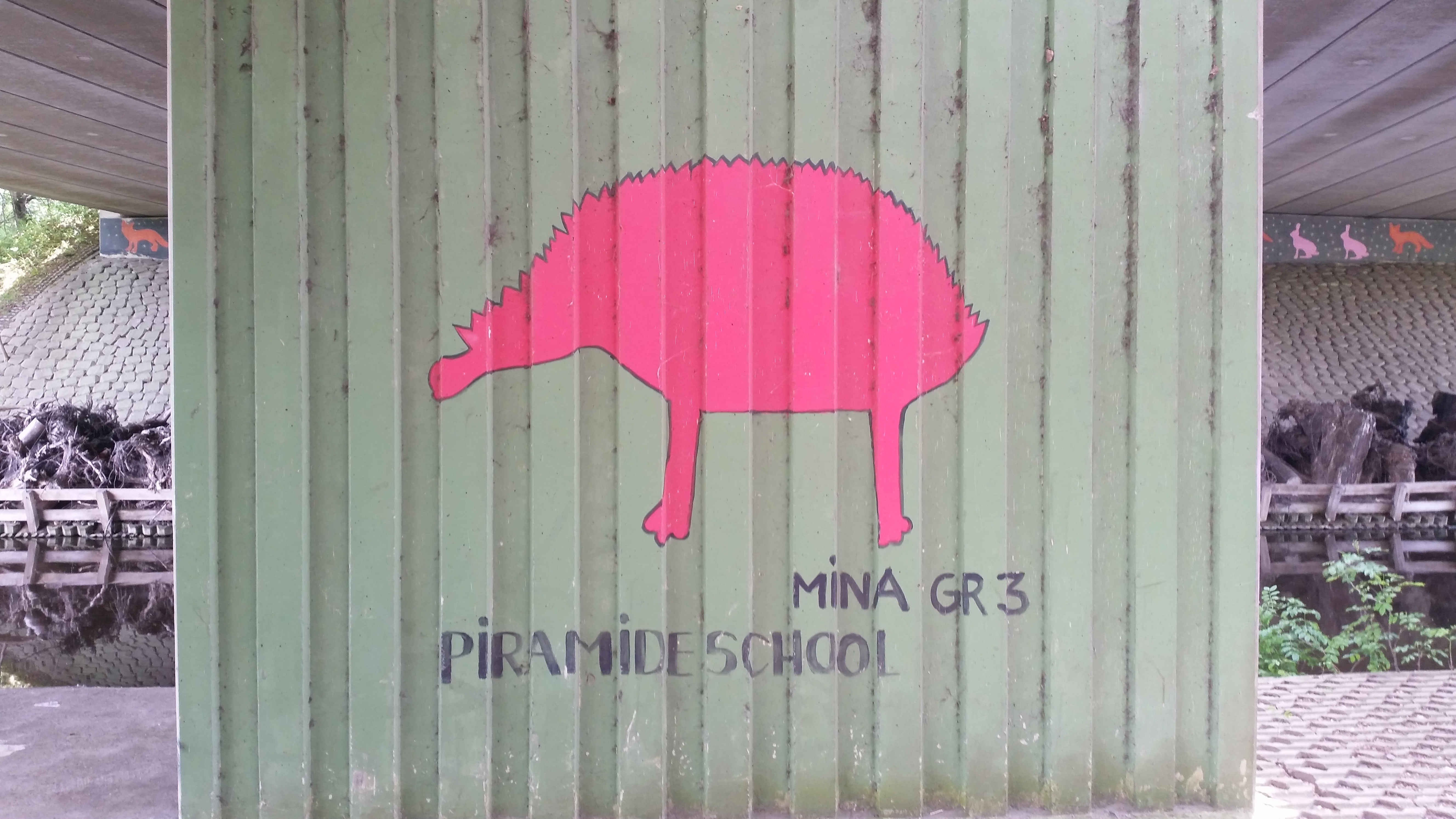
Beest op brugpijler (mei 2019)
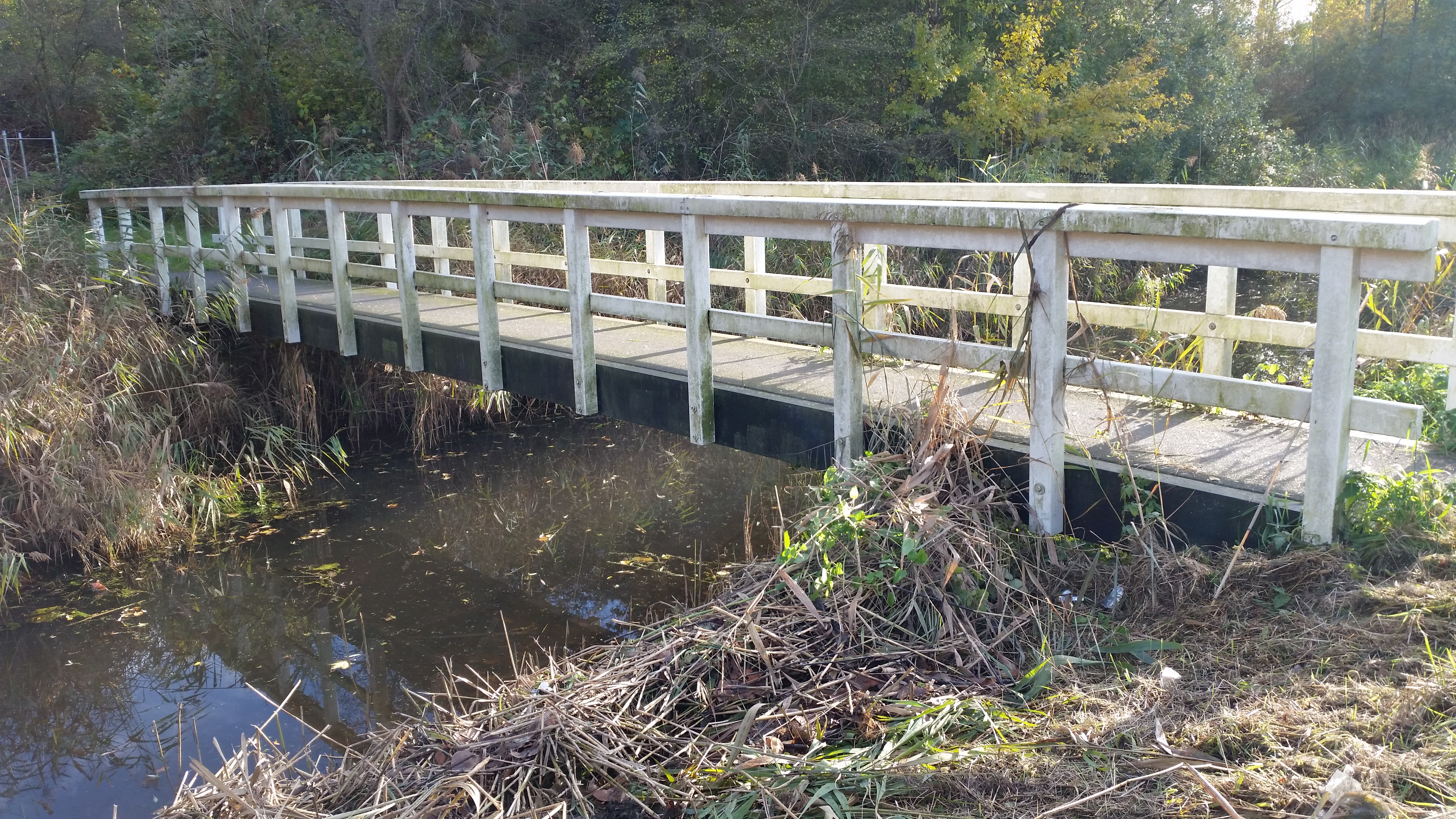
Brug 1786 (november 2018)